# Тукиайнен, Сакари
Са́кари И́лмари Ту́киайнен (фин. Sakari Ilmari Tukiainen; род. 2 октября 1991, Хельсинки, Финляндия) — финский футболист, нападающий датского клуба «Тистед».

## Биография
Воспитанник футбольного клуба «Эспоон Паллосеура», в детстве играл на позиции защитника. После ухода из юношеской команды несколько лет не играл в футбол из-за потери мотивации. В 2013 году присоединился к команде шестого дивизиона «Клуб Латино Эспаньол» (Хельсинки) и стал лучшим бомбардиром турнира с 30 голами.
В 2014 году перешёл в «Атлантис», где на предсезонных сборах рассматривался как резервист, но быстро пробился в основную команду. Стал лучшим бомбардиром третьего дивизиона Финляндии с 40 голами в 29 матчах, причём трижды делал хет-трик и ещё один раз — «покер». Тем самым побил рекорд третьего дивизиона по числу голов за сезон, до него рекордом владели Паси Неванперя и Йоэль Похьянпало с 33 голами.
В конце 2014 года проходил просмотр в шведском АИКе, но не подошёл команде, несмотря на то, что в единственном контрольном матче отличился «дублем».
С 2015 года выступал за таллинскую «Флору». Дебютный матч в чемпионате Эстонии сыграл 7 марта 2015 года против «Тулевика», выйдя на замену на 68-й минуте вместо Рауно Аллику, а на 82-й минуте забил свой первый гол. В 2015 году «Флора» стала чемпионом Эстонии, однако футболист не доиграл сезон до конца, проведя осеннюю часть на правах аренды в «Тулевике». В 2016 году вернулся в «Флору» и по итогам сезона вошёл в десятку лучших бомбардиров с 14 голами, в том числе отличился пятью мячами в игре против «Тарваса» и хет-триком в мачте с «Пайде».
В 2017 году играл в высшем дивизионе Финляндии за «РоПС». Первый матч сыграл 12 апреля 2017 года против «Интера Турку», а первый гол забил 26 августа, также в матче с «Интером». Всего за сезон сыграл 26 матчей (значительную часть из них — не полностью) и забил 3 гола.
С 2018 года полтора сезона играл во втором дивизионе Дании за «Тистед». Летом 2019 года перешёл в ХИФК, в его составе за три неполных сезона сыграл 36 матчей и забил 11 голов в высшем дивизионе Финляндии. В 2022 году играл в чемпионате Камбоджи за «Боеунг Кет», клуб финишировал на четвёртом месте, а финский легионер стал пятым бомбардиром чемпионата с 12 голами. В 2023 году вернулся в ХИФК, игравший теперь во втором дивизионе Финляндии, а спустя год перешёл в другой клуб второго дивизиона — ЯПС (Ярвенпяя).